# CWHL 2017/18
Die Saison 2017/18 war die elfte Spielzeit der Canadian Women’s Hockey League (CWHL), der höchsten kanadischen Spielklasse im Fraueneishockey. Der Vorjahressieger, Les Canadiennes de Montréal, gewann die Regular Season der CWHL, während die Markham Thunder zum ersten Mal in der Vereinsgeschichte den Clarkson Cup gewannen.
Aufgrund der Austragung der Olympischen Winterspiele 2018 in Südkorea fand ein Großteil der Saison ohne die kanadischen und US-amerikanischen Topspielerinnen der Vorjahre statt, da sich diese mit ihren jeweiligen Eishockeyverbänden Hockey Canada oder USA Hockey außerhalb des Spielbetriebs in einem gesonderten Vorbereitungsprogramm auf das olympische Eishockeyturnier befanden. Nach dem Ende des Turniers kehrten unter anderem Hilary Knight, Brianne Jenner und Laura Fortino in ihre jeweiligen Teams zurück.

## Teilnehmer
Im Sommer 2017 wurde die neu gegründete Frauenmannschaft des chinesischen KHL-Clubs Kunlun Red Star sowie die Vanke Rays, ebenfalls aus der Volksrepublik China, aufgenommen. Im Zuge der Liga-Erweiterung wurde zudem erstmals ein Gehaltssystem für die Spielerinnen eingeführt, wobei das Gehalt pro Saison zwischen 2.000 und 10.000 US-Dollar und der Salary Cap bei 100.000 US-Dollar pro Team liegt. Darüber hinaus erhalten einzelne Spielerinnen der chinesischen Klubs Gehälter als sogenannte Eishockey-Botschafter, die deutlich oberhalb der normalen CWHL-Gehälter liegen.
| Team                        | Standort              | Gründung | Spielstätte                            |
| --------------------------- | --------------------- | -------- | -------------------------------------- |
| Markham Thunder             | Markham, Ontario      | 1998     | Thornhill Community Centre             |
| Toronto Furies              | Toronto, Ontario      | 2011     | MasterCard Centre                      |
| Les Canadiennes de Montréal | Montréal, Québec      | 2007     | Centre Étienne Desmarteau              |
| Boston Blades               | Boston, Massachusetts | 2010     | Larsen Skating Rink at Eruzione Center |
| Calgary Inferno             | Calgary, Alberta      | 2011     | Winsport Canada                        |
| Kunlun Red Star             | Shenzhen, Guangdong   | 2017     | Shenzhen Universiade Center            |
| Vanke Rays                  | Shenzhen, Guangdong   | 2017     | Shenzhen Universiade Center            |

## CWHL Draft
Am 20. August 2017 führte die CWHL einen Draft für Spielerinnen durch. Der Draft wurde in der Hockey Hall of Fame in Toronto durchgeführt und umfasste neben den fünf bisherigen Teams auch die neuen beiden Teilnehmer aus der Volksrepublik China. An erster Stelle wurde Courtney Turner von den Boston Blades ausgewählt. Insgesamt sicherten sich die sieben Teams die Rechte an 113 Spielerinnen in 25 Runden.
| #   | Spieler               | Team                        | College                           |
| --- | --------------------- | --------------------------- | --------------------------------- |
| 01. | Courtney Turner (F)   | Boston Blades               | Union College                     |
| 02. | Kristyn Capizzano (F) | Toronto Furies              | Boston College                    |
| 03. | Nicole Kosta (F)      | Markham Thunder             | Quinnipiac University             |
| 04. | Mélodie Daoust (F)    | Les Canadiennes de Montréal | McGill University                 |
| 05. | Taryn Baumgardt (D)   | Calgary Inferno             | Quinnipiac University             |
| 06. | Noora Räty (G)        | Kunlun Red Star             | Team Finnland                     |
| 07. | Cayley Mercer (F)     | Vanke Rays                  | Clarkson University               |
| 08. | Robyn Chemago (G)     | Boston Blades               | Dartmouth College                 |
| 09. | Brittany Zuback (F)   | Toronto Furies              | University of Vermont             |
| 10. | Lindsay Grigg (D)     | Markham Thunder             | Rochester Institute of Technology |

## Reguläre Saison
Die reguläre Saison begann am 14. Oktober 2017 und endete am 11. März 2018. Die vier punktbesten Mannschaften qualifizierten sich für das Finalturnier um den Clarkson Cup.

### Tabelle
| Pl. | Mannschaft                  | Sp | S  | OTS | SOS | OTN | SON | N  | Tore    | Punkte |
| --- | --------------------------- | -- | -- | --- | --- | --- | --- | -- | ------- | ------ |
| 1.  | Les Canadiennes de Montréal | 28 | 15 | 3   | 4   | 0   | 1   | 5  | 117:059 | 45     |
| 2.  | Kunlun Red Star             | 28 | 18 | 2   | 1   | 0   | 1   | 6  | 096:052 | 43     |
| 3.  | Calgary Inferno             | 28 | 15 | 1   | 1   | 1   | 3   | 7  | 096:070 | 38     |
| 4.  | Markham Thunder             | 28 | 12 | 0   | 2   | 4   | 3   | 7  | 081:068 | 35     |
| 5.  | Vanke Rays                  | 28 | 10 | 0   | 4   | 0   | 1   | 13 | 078:097 | 29     |
| 6.  | Toronto Furies              | 28 | 8  | 0   | 1   | 1   | 1   | 17 | 056:099 | 20     |
| 7.  | Boston Blades               | 28 | 1  | 0   | 0   | 0   | 3   | 24 | 041:120 | 5      |

Abkürzungen: Pl. = Platz, Sp = Spiele, S = Siege, OTS = Siege nach Verlängerung (Overtime), SOS = Sieg nach Penaltyschießen, OTN = Niederlagen nach Verlängerung, SON= Niederlagen nach Penaltyschießen, N = Niederlagen
Erläuterungen: Meister der regulären Saison (Commissioner’s Trophy)

### Statistik

#### Beste Scorerinnen
Quelle: thecwhl.com; Abkürzungen: Sp = Spiele, T = Tore, V = Assists, Pkt = Punkte, +/− = Plus/Minus, SM = Strafminuten; Fett: Saisonbestwert
| Spieler              | Mannschaft | Sp | T  | V  | Pkt | +/− | SM |
| -------------------- | ---------- | -- | -- | -- | --- | --- | -- |
| Kelli Stack          | Kunlun     | 28 | 26 | 23 | 49  | +25 | 40 |
| Ann-Sophie Bettez    | Montréal   | 28 | 20 | 21 | 41  | +32 | 10 |
| Cayley Mercer        | Vanke Rays | 28 | 15 | 26 | 41  | +10 | 20 |
| Jamie Lee Rattray    | Markham    | 28 | 22 | 17 | 39  | +14 | 22 |
| Zoe Hickel           | Kunlun     | 28 | 12 | 26 | 38  | +26 | 16 |
| Noémie Marin         | Montréal   | 26 | 17 | 14 | 31  | +25 | 12 |
| Sarah Lefort         | Montréal   | 28 | 18 | 12 | 30  | +25 | 24 |
| Hanna Bunton         | Vanke Rays | 28 | 15 | 11 | 26  | +2  | 18 |
| Katia Clement-Heydra | Montréal   | 28 | 12 | 14 | 26  | +17 | 16 |
| Brooke Webster       | Vanke Rays | 26 | 9  | 17 | 26  | −3  | 26 |

#### Beste Torhüterinnen
Quelle: thecwhl.com; Abkürzungen: Sp = Spiele, Min = Eiszeit (in Minuten), GT = Gegentore, SO = Shutouts, Sv% = gehaltene Schüsse (in %), GTS = Gegentorschnitt; Fett: Saisonbestwert
| Spieler             | Mannschaft | Sp | Min  | S  | SOL | N  | SaT  | GT | GTS  | SVS | Sv%  | SO |
| ------------------- | ---------- | -- | ---- | -- | --- | -- | ---- | -- | ---- | --- | ---- | -- |
| Noora Räty          | Kunlun     | 20 | 1159 | 16 | 0   | 3  | 551  | 31 | 1,60 | 520 | 94,4 | 6  |
| Emerance Maschmeyer | Montréal   | 23 | 1380 | 18 | 1   | 4  | 510  | 41 | 1,78 | 469 | 92,0 | 6  |
| Erica Howe          | Markham    | 16 | 934  | 8  | 2   | 5  | 485  | 34 | 2,18 | 451 | 93,0 | 3  |
| Lindsey Post        | Calgary    | 13 | 733  | 7  | 1   | 4  | 311  | 27 | 2,21 | 284 | 91,3 | 2  |
| Liz Knox            | Markham    | 13 | 781  | 6  | 1   | 6  | 368  | 29 | 2,23 | 339 | 92,1 | 0  |
| Delayne Brian       | Calgary    | 11 | 623  | 7  | 0   | 4  | 233  | 27 | 2,60 | 206 | 88,4 | 0  |
| Elaine Chuli        | Vanke Rays | 27 | 1513 | 14 | 1   | 11 | 851  | 74 | 2,94 | 777 | 91,3 | 4  |
| Sonja van der Bliek | Toronto    | 16 | 878  | 3  | 1   | 12 | 497  | 52 | 3,56 | 445 | 89,5 | 0  |
| Amanda Makela       | Toronto    | 10 | 597  | 4  | 0   | 6  | 333  | 37 | 3,72 | 296 | 88,9 | 1  |
| Lauren Dahm         | Boston     | 27 | 1458 | 1  | 3   | 22 | 1023 | 95 | 3,91 | 928 | 90,7 | 0  |

### Auszeichnungen
Die CWHL Awards 2018 wurden am 23. März 2018 im Toronto Centre for the Arts im Rahmen einer Gala übergeben.
Spielertrophäen
- Most Valuable Player: Kelli Stack, Kunlun Red Star
- Jayna Hefford Trophy: Jamie Lee Rattray, Markham Thunder
- Angela James Bowl (Topscorerin): Kelli Stack, Kunlun Red Star
- Rookie of the Year: Sophie Shirley, Calgary
- Trainer des Jahres: Tomaš Pacina, Calgary
- Beste Verteidigerin: Cathy Chartrand, Montréal
- Beste Torhüterin: Noora Räty, Kunlun Red Star
- Humanitarian Award: Brad Morris

## Clarkson Cup
Der Clarkson Cup 2018 war die neunte Austragung des gleichnamigen Wettbewerbs, an dem vier Vertreter der Canadian Women’s Hockey League teilnahmen. Der Wettbewerb wurde im Play-off-Modus an verschiedenen Spielorten ausgetragen. Das Finale wurde am 25. März 2018 erstmals im Ricoh Coliseum in Toronto in der Provinz Ontario ausgespielt.
Die Markham Thunder gewannen den ersten Clarkson Cup in ihrer Clubgeschichte durch einen 2:1-Sieg nach Verlängerung über Kunlun Red Star.

### Modus
Die vier Teilnehmer an den Play-offs trugen die K.-o.-Runde (Best-of-Three) nicht am selben Wochenende wie das Finale aus, sondern an Spielterminen zuvor. Das Finale wurde in einem einzigen Spiel entschieden.

### Turnierbaum
|  | Halbfinale | Halbfinale                  | Halbfinale |  |  | Finale | Finale          | Finale |
|  |            |                             |            |  |  |        |                 |        |
|  |            |                             |            |  |  |        |                 |        |
|  | 1          | Les Canadiennes de Montréal | 0          |  |  |        |                 |        |
|  | 4          | Markham Thunder             | 2          |  |  |        |                 |        |
|  |            |                             |            |  |  | 4      | Markham Thunder | 2      |
|  |            |                             |            |  |  | 2      | Kunlun Red Star | 1      |
|  | 2          | Kunlun Red Star             | 2          |  |  |        |                 |        |
|  | 3          | Calgary Inferno             | 1          |  |  |        |                 |        |
|  |            |                             |            |  |  |        |                 |        |

### Halbfinale

#### Les Canadiennes de Montréal – Markham Thunder
| 16. März 2018 19:30 Uhr (Ortszeit) | Les Canadiennes de Montréal E. Blais (43:12) | 1:2 n. V. (0:0, 0:1, 1:0, 0:1) Spielbericht Stand: 0:1 | Markham Thunder N. Kosta (31:58) J. L. Rattray (65:05) | Aréna Michel-Normandin, Montréal Zuschauer: k. A. |

| 17. März 2018 19:30 Uhr | Markham Thunder J. McParland (11:43) J. McParland (47:49) J. McParland (51:53) J. L. Rattray (59:41) | 4:1 (1:1, 0:0, 3:0) Spielbericht Stand: 2:0 | Les Canadiennes de Montréal S. Lefort (11:25) | Bell Sports Complex, Brossard Zuschauer: k. A. |

#### Kunlun Red Star – Calgary Inferno
Das dritte und entscheidende Spiel der Serie wurde erst in der 115. Spielminute in der dritten Verlängerung durch ein Tor von Alex Carpenter zugunsten von Kunlun Red Star entschieden.
| 16. März 2018 19:30 Uhr (Ortszeit) | Kunlun Red Star | 0:3 (0:1, 0:0, 0:2) Spielbericht Stand: 0:1 | Calgary Inferno D. Woodworth (8:40) L. Warren (51:35) B. Fouracres (58:14) | Angus Glen Community Centre, Markham Zuschauer: k. A. |

| 17. März 2018 16:30 Uhr | Calgary Inferno B. Turnbull (38:52) I. Gawrilowa (58:57) | 2:3 n. V. (0:1, 1:0, 1:1, 0:1) Spielbericht Stand: 1:1 | Kunlun Red Star T. Marchin (14:00) S. Darkangelo (47:53) S. Anderson (62:32) | Angus Glen Community Centre, Markham Zuschauer: k. A. |

| 18. März 2018 17:30 Uhr | Kunlun Red Star A. Carpenter (114:01) | 1:0 n. V. (0:0, 0:0, 0:0, 0:0, 0:0, 1:0) Spielbericht Stand: 2:1 | Calgary Inferno | Angus Glen Community Centre, Markham Zuschauer: k. A. |

### Finale
| 25. März 2018 12:10 Uhr (Ortszeit) | Kunlun Red Star K. Stack (39:12) | 1:2 n. V. (0:1, 1:0, 0:0, 0:1) Spielbericht | Markham Thunder N. Brown (8:24) L. Stacey (62:49) | Ricoh Coliseum, Toronto Zuschauer: ca. 4.400 |

### Clarkson-Cup-Sieger
| Clarkson-Cup-Sieger Markham Thunder | Torhüterinnen: Erica Howe, Liz Knox Verteidigerinnen: Kristen Barbara, Megan Bozek, Laura Fortino, Lindsay Grigg, Jocelyne Larocque, Dania Simmonds, Alexis Woloschuk Angreiferinnen: Nicole Brown, Becca King, Nicole Kosta, Laura McIntosh, Jenna McParland, Jamie Lee Rattray, Kristen Richards, Devon Skeats, Laura Stacey, Karolina Urban, Taylor Woods Trainerstab: Jim Jackson, Candice Moxley, Kevin Stone |

### Statistik

#### Beste Scorerinnen
Quelle: thecwhl.com; Abkürzungen: Sp = Spiele, T = Tore, V = Assists, Pkt = Punkte, +/− = Plus/Minus, SM = Strafminuten; Fett: Bestwert
| Spieler           | Mannschaft | Sp | T | V | Pkt | +/− | SM |
| ----------------- | ---------- | -- | - | - | --- | --- | -- |
| Nicole Kosta      | Markham    | 3  | 1 | 3 | 4   | +4  | 2  |
| Jenna McParland   | Markham    | 3  | 3 | 0 | 3   | +3  | 0  |
| Louise Warren     | Calgary    | 3  | 1 | 2 | 3   | −1  | 6  |
| Kelli Stack       | Kunlun     | 4  | 1 | 2 | 3   | −1  | 16 |
| Jessica Wong      | Kunlun     | 4  | 0 | 3 | 3   | +1  | 2  |
| Jamie Lee Rattray | Markham    | 3  | 2 | 0 | 2   | +2  | 2  |

#### Beste Torhüterinnen
Quelle: thecwhl.com; Abkürzungen: Sp = Spiele, Min = Eiszeit (in Minuten), GT = Gegentore, SO = Shutouts, Sv% = gehaltene Schüsse (in %), GTS = Gegentorschnitt; Fett: Turnierbestwert
| Spieler             | Mannschaft | Sp | Min | S | N | SaT | GT | GTS  | SVS | Sv%  | SO |
| ------------------- | ---------- | -- | --- | - | - | --- | -- | ---- | --- | ---- | -- |
| Erica Howe          | Markham    | 3  | 203 | 3 | 0 | 81  | 3  | 0,89 | 78  | 96,3 | 0  |
| Delayne Brian       | Calgary    | 3  | 237 | 1 | 2 | 94  | 4  | 1,01 | 90  | 95,7 | 1  |
| Noora Räty          | Kunlun     | 4  | 314 | 2 | 2 | 179 | 7  | 1,34 | 172 | 96,1 | 1  |
| Emerance Maschmeyer | Montréal   | 2  | 125 | 0 | 2 | 53  | 5  | 2,39 | 48  | 90,6 | 0  |